# Vodder (Sønderjylland)
Vodder er en landsby få hundrede meter nordøst for Frifelt (by) i Vodder Sogn med under tohundrede indbyggere. Bebyggelsen ligger i Tønder Kommune i Region Syddanmark.
Ved Gånsagervej sydøst for landsbykernen ligger Vodder Kirke og mellem Vodder og Frifelt ligger Vodder Idrætscenter
- Vodder Idrætscenter